# Hans Koch (Maler)
Friedrich Franz Hans Ludwig Koch (* 4. April 1876 in Plau am See; † 8. Februar 1939 in Augsburg) war ein deutscher Kunstmaler.

## Leben

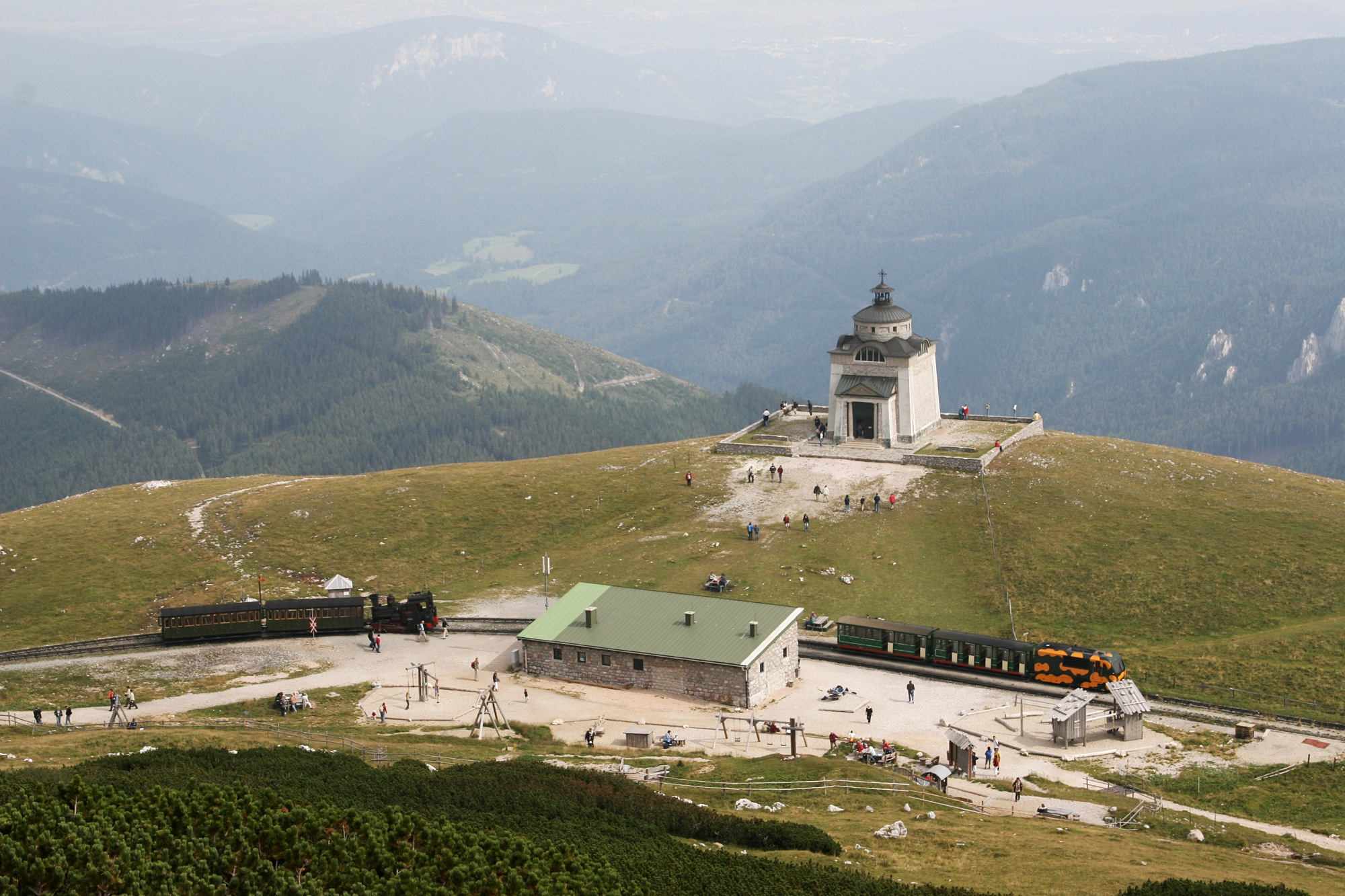
Kaiserin-Elisabeth-Kirche auf dem Schneeberg

Hans Koch wurde als Sohn des Stellmachermeisters  Wilhelm (Christian Johann) Koch und dessen Frau Bertha Henriette Louise Marie, geb.  Ribcke (* 1851) geboren. Er war Cousin des Bildhauers Wilhelm Wandschneider. Wie dieser zeigte er schon als 14-Jähriger ein großes künstlerisches Talent und erlernte ebenso zunächst das Malerhandwerk. Als Malergeselle wanderte er durch Deutschland, Dänemark, Österreich, Frankreich und Italien. Stationen dieser Wanderjahre nutzte er, um Unterricht bei bekannten Kunstmalern und an angesehenen Kunstschulen zu nehmen. In München besuchte er die Luisenschule bei Trull, in Berlin die Kunstschule bei Karl Lange, in Kopenhagen erweiterte er seine Kenntnisse bei Juulmann und in Wien arbeitete er schließlich als 1. Kraft beim Hofmaler des österreichischen Kaisers Ludwig Bestele. Hier entstanden als Großauftrag von Kaiser Franz Joseph zahlreiche Entwürfe und die anschließende Ausführung der Ausmalung der Kaiserin-Elisabeth-Kirche auf dem Schneeberg. Es folgten die Ausmalung der romantischen Kirche am Semmering und Innenmalereien für verschiedene Spitäler in der Steiermark. Die letzte bedeutende Arbeit bei Hofmaler Bestele war die Ausmalung der Kuppel der Kirche an „König-Ludwigshöhe“ am Starnberger See. 
 Nach bestandener Meisterprüfung im Jahre 1904 ging Hans Koch nach Augsburg in die Selbständigkeit. Hier heiratete er 1906 und wurde im gleichen Jahr bayerischer Staatsbürger sowie zwei Jahre später Bürger der Stadt Augsburg. Nach einigen größeren Wandfresken entstanden im eigenen Atelier zunehmend Landschaftsbilder. Koch gilt als bedeutender Landschaftsmaler. Gebirgslandschaften der Alpen bestimmten sein Werk, es entstanden aber auch Motive seiner Reisen nach Italien, nach Skandinavien und in die mecklenburgische Heimat.

## Werke
- Rosenhof Plau-Quetzin (Privatbesitz)
- div. Gebirgslandschaften (Privatbesitz)